# 37687 Chunghikoh
37687 Chunghikoh è un asteroide della fascia principale. Scoperto nel 1995, presenta un'orbita caratterizzata da un semiasse maggiore pari a 2,6126973 UA e da un'eccentricità di 0,0382404, inclinata di 13,97014° rispetto all'eclittica.